# Улица Казакова (Коломна)
У́лица Казако́ва — улица в Коломне в районе Старая Коломна на территории Кремля. Является одной из самых старых улиц города Коломны.
Улица берёт начало от улицы Лажечникова, пересекая улицы Болотникова и Кремлёвскую, оканчивается у улицы Исаева около Семёновской башни Кремля.

## Происхождение названия
Улица названа в декабре 1968 честь русского архитектора Матвея Фёдоровича Казакова, принимавшего участие в разработке «регулярного» плана Коломны в конце XVIII века. С конца XVIII века улица носила название Дворянская, так как в близлежащих кварталах селились дворяне. В 1921 «в честь победившего класса пролетариев на эксплуататорами-дворянами» переименована в Пролетарскую.

## История
В современном виде улица возникла в 1784 в результате реконструкции города по «регулярному» плану, когда старую улицу, проходящую параллельно стене Кремля спрямили и укоротили до двух кварталов, между современными улицами Лажечникова и Кремлёвской. В 1921 улицу продлили с небольшим изломом до современной улицы Исаева через бывший «Шанин двор».
Архитектурный облик улицы определяет Ново-Голутвин монастырь и ряд древних административно-жилых построек, среди которых можно отметить здание бывшей городской администрации (постройки первой половины XIX века), которое в настоящее время занимает Мостоотряд 125 и др.

## Транспорт
Автобус 1, 3, 5, 6, 7, 11, 14: остановка «Автостанция Старая Коломна».

## Галерея

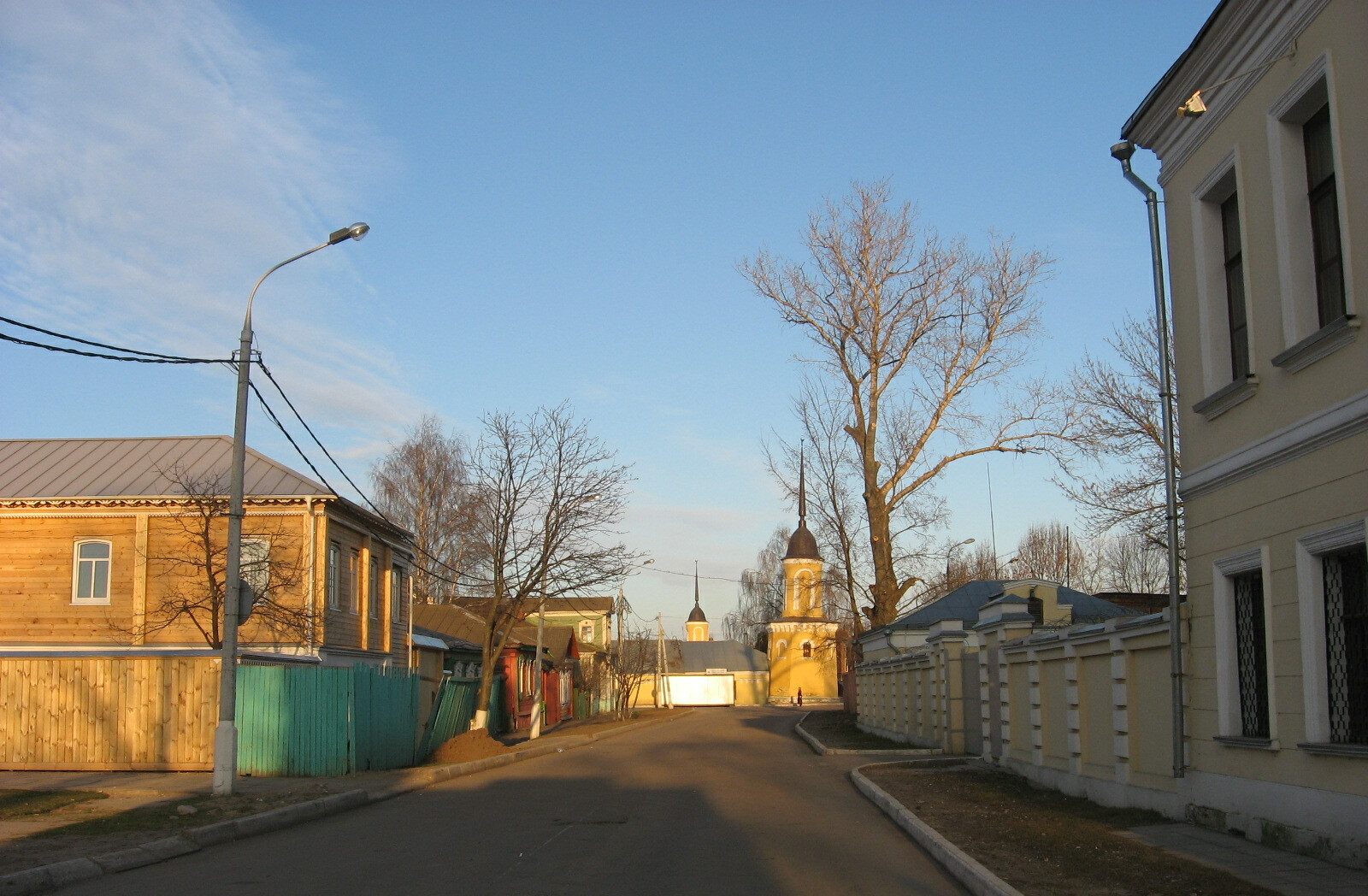
Вид с улицы Лажечникова. По правой стороне — здание старой городской управы.
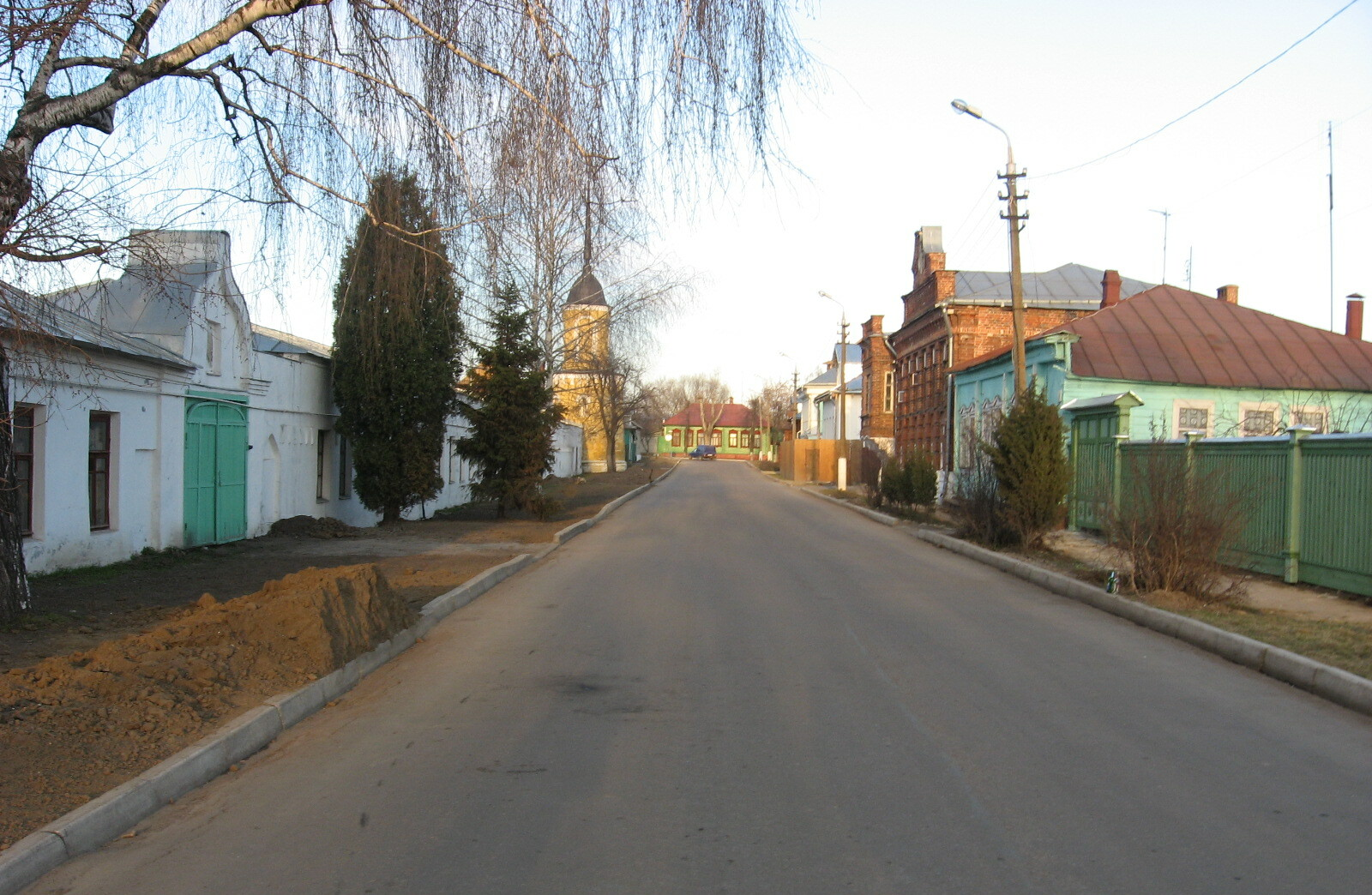
Вид на Кремлёвскую улицу. По левой стороне — южная стена Ново-Голутвина монастыря.
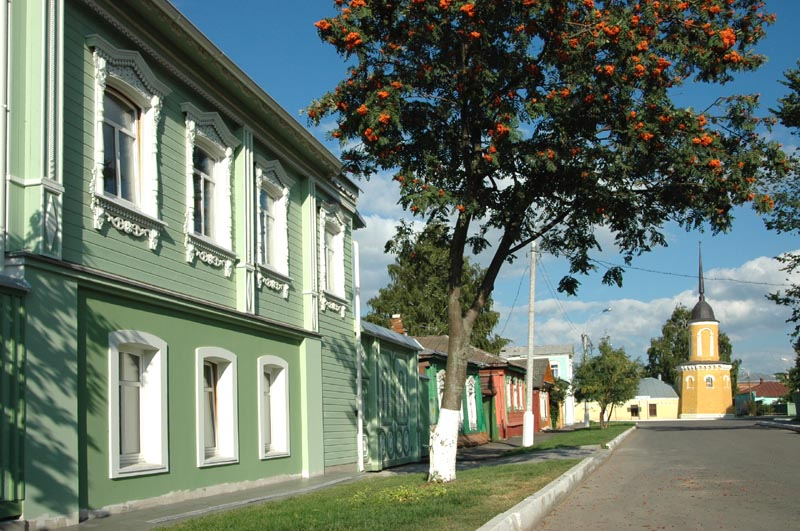
Рябина на улице Казакова. Вдали — угловая башня ограды Ново-Голутвина монастыря.